# الزريبة (تعز)
الزريبة هي إحدى قرى الجمهورية اليمنية. وهي تتبع جغرافيًا لمحافظة تعز. وإداريًا لمديرية المواسط. يبلغ تعداد سكانها 1048 نسمة حسب الإحصاء الذي جرى عام 2004.